# Leistus frater
Leistus frater  (лат.) — вид жуков-жужелиц из подсемейства плотинников. Россия (горный эндемик: Алтай, Саяны, Прибайкалье).  Альпийский и субальпийский вид. Распространён в верхнем поясе горной тайги до высокогорных тундр (1400–2700 м), в том числе, на горном лиственничном болоте и в норах грызунов.